# اصطناع بامبيرجر للتريازينات
في الكيمياء العضوية تحضير بامبيرجر للترايزين (Bamberger triazine synthesis ) عبارة عن تخليق عضوي تقليدي للتريازينات والذي تم نشره لأول مرة بواسطة إيوجين بامبيرجر عام 1892 م .
وتتمثل المتفاعلات في ملح الأريل ديازونيوم والذي يتم الحصول عليه من تفاعل الأنيلين المقابل مع نيتريت الصوديوم وحمض الهيدروكلوريك و الهيدرازون لحمض البيروفك . ويتحول مركب الآزو الوسيط إلى بنزوتريازين في الخطوة الثالثة مع حمض الكبريتيك وذلك في حمض الخليك .